# Annalen der Physik
Annalen der Physik è una rivista accademica che si occupa di fisica. Fondata nel 1790, inizialmente gli articoli erano pubblicati in lingua tedesca; dal 1990 la lingua ufficiale è diventata l'inglese. Nel 2014 il suo fattore d'impatto è stato 3,048.

## Storia
La rivista venne fondata da Friedrich Albrecht Carl Gren nel 1790 con il nome Journal der Physik. Assunse una certa notorietà nel 1905, grazie agli Annus Mirabilis Papers pubblicati da Albert Einstein.
Tra i suoi capo editori figurano i seguenti scienziati (tra parentesi il nome assunto dalla rivista in quel periodo):
- Friedrich Albrecht Carl Gren (1790–1797) (Journal der Physik e in seguito Neues Journal der Physik)
- Ludwig Wilhelm Gilbert (1799–1824) (Annalen der Physik e Annalen der Physik und der physikalischen Chemie)
- Johann Christian Poggendorff (1824–1876) (Annalen der Physik und Chemie)
- Gustav Heinrich Wiedemann (1877–1899) (Annalen der Physik und Chemie)
- Paul Karl Ludwig Drude (1900–1906) (Annalen der Physik)
- Wilhelm Wien (1907–1928)
- Max Planck (1907–1943)
- Eduard Grüneisen (1929–1949)